# Dactylaena pauciflora
Dactylaena pauciflora är en paradisblomsterväxtart som beskrevs av August Heinrich Rudolf Grisebach. Dactylaena pauciflora ingår i släktet Dactylaena, och familjen paradisblomsterväxter. Inga underarter finns listade i Catalogue of Life.